# 北川茉由
北川 茉由（きたがわ まゆ、1996年7月23日 - ）は日本の女優。大阪府高石市出身。日本のタレント、女優。6歳より、ミュージカル子役として活動。

## 略歴
母の影響によりミュージカルのオーディションを受け2003年3月劇団SHOW-COUNPANYの『天使の休日』にて初舞台を踏む。
板に立つ楽しさを覚え7歳から14歳まで劇団で毎年ミュージカルに出演。その後、高校に進学し進路に悩んだ結果芝居しか無いと決心し短期大学を中退し、18歳で東京の事務所へ所属。2015年8月より株式会社ディサイファに移籍。それと同時に大阪から東京へ上京。2017年に株式会社ディサイファを退社。2018年からエーチームグループに所属。

## 人物
- 趣味は食べることで好きな食べ物はタコと焼肉。嫌いな食べ物はレーズンと小豆である。
- 一人っ子である。
- 尊敬している人物は大竹しのぶと有村架純を挙げている。
- 長所は笑顔でありチャームポイントはおでこと頬っぺたと述べている。
- 舞台本番と大学の入学式が被り式の数時間だけ大阪に帰ったが、その後初登校がかなり遅れてしまい芸能活動をしていて調子に乗っていると周りに言われ自分の居場所じゃないと思い1限だけ授業を受けそのまま自主退学をしたと話している。

## 出演

### バラエティ
- ザ!世界仰天ニュース 白血病を克服した女子高生（2015年）
- 中居正広の金曜日のスマイルたちへ（2016年 - TBS）赤服
- 直撃!コロシアム!! ズバッと!TV（2016年、TBS）

### テレビドラマ
- ドラマ24「侠飯〜おとこめし〜」レギュラー大学生（2016年、テレビ東京）
- 地味にスゴイ! 校閲ガール・河野悦子（2016年、日本テレビ）
- ドクターX〜外科医・大門未知子〜 season4（2016年、テレビ朝日）- 東帝病院受付役
- オトナの土ドラ 真昼の悪魔（2017年2月4日 - 3月25日、東海テレビ・フジテレビ系）
- 世にも奇妙な物語 '17春の特別編「カメレオン俳優」（2017年4月29日、フジテレビ）
- 愛してたって、秘密はある。（2017年7月16日 - 9月17日、日本テレビ）
- 大阪環状線 Part4 ひと駅ごとのスマイル　第二話（2018年、関西テレビ）
- 『魔法×戦士 マジマジョピュアーズ!』第47話「笑って・ムリ太郎」（2019年3月、テレビ東京）

### 映画
- ビリギャル（2015年、東宝）- 女子高生役
- パパのお弁当は世界一（2017年6月10日、ポニーキャニオン）- クラスメイト役

### CM
- 激．獣神祭DJフェス篇[モンスターストライクTVCM]（2016年）
- NTTドコモ「憧れのApple pay」（2016年）- コンビニ店員
- ソフトバンク『Y!mobile』（2018年 - ）

### 舞台
- 「天使の休日」（2003年）
- 「愛が降る街―岩本栄之助」（2004年、大阪市中央公会堂）
- 「天使の休日」（2005年、大阪城野外音楽堂）
- 「天使の休日」（2008年、新大阪メルパルクホール）
- 「NEXT DOOR」（2008年、シアターサンモール）
- 「愛が降る街―岩本栄之助」（2009年、大阪市中央公会堂）
- 「天使の休日」（2013年、全労済ホール/スペース・ゼロ）
- 劇団アルファー「櫻の國の傳説」（2015年、中野 ザ・ポケット）
- 劇団空感演人エアースタジオ「LIFE」（2015年、両国 Air studio）- 奈々役
- 「ファイヤーマンの祈り」（2015年、クレオ大阪）
- 「天使の休日」（2016年、東京 シアター1010・大阪 近鉄アート館）

### その他
- Amazonプライム・ビデオ「ガキロック」 ~浅草六区人情物語~